# Joan de Malmesbury
Joan de Malmesbury o Joan el Savi (s. VIII-IX) és un sant llegendari, suposat monjo sebollit a Malmesbury (Wiltshire, Anglaterra) on era tingut per sant màrtir i venerat. No se sap del cert qui era la persona enterrada al sepulcre venerat.

## Llegenda i hagiografia
A l'abadia de Malmesbury, a l'esquerra de l'altar major hi havia un sepulcre on, des del segle x, hi havia una certa veneració. L'epitafi n'esmentava una persona anomenada Joan que havia patit martiri. Amb el temps, perduda la memòria de la persona originalment sebollida, el sepulcre era conegut com el de Joan el Savi, que era tingut com un sant i màrtir.
Guillem de Malmesbury explica que cap al 870, el filòsof Joan Escot Eriúgena, fugitiu, a instància del rei Alfred el Gran anà a viure a l'abadia de Malmesbury. Anys més tard fou mort pels seus deixebles i fou sebollit a l'església de St. Lawrence, d'on fou traslladat a l'església de l'abadia, ja que se n'explicaven fets miraculosos, i identifica el Joan venerat amb el filòsof. No obstant això, aquesta atribució és molt improbable, i el suposat assassinat de Joan pels seus alumnes és fals, i copia les actes del martiri de Sant Cassià d'Imola, que morí així.
És més versemblant una tradició que deia que era Joan l'Antic Saxó, abat que patí un intent d'assassinat a Athelney i que en fugí. Podria haver estat sebollit a Malmesbury, on s'hauria identificat amb Joan el Savi.
Al segle xi, algunes fonts en parlen que les seves restes eren amb les dels abats de Malmesbury Maedub i Aldhelm. La destrucció de part de l'abadia al segle xvi impedeix de comprovar-ne l'autenticitat de la història. El seu culte va desaparèixer també llavors.